# Instytut Butantan

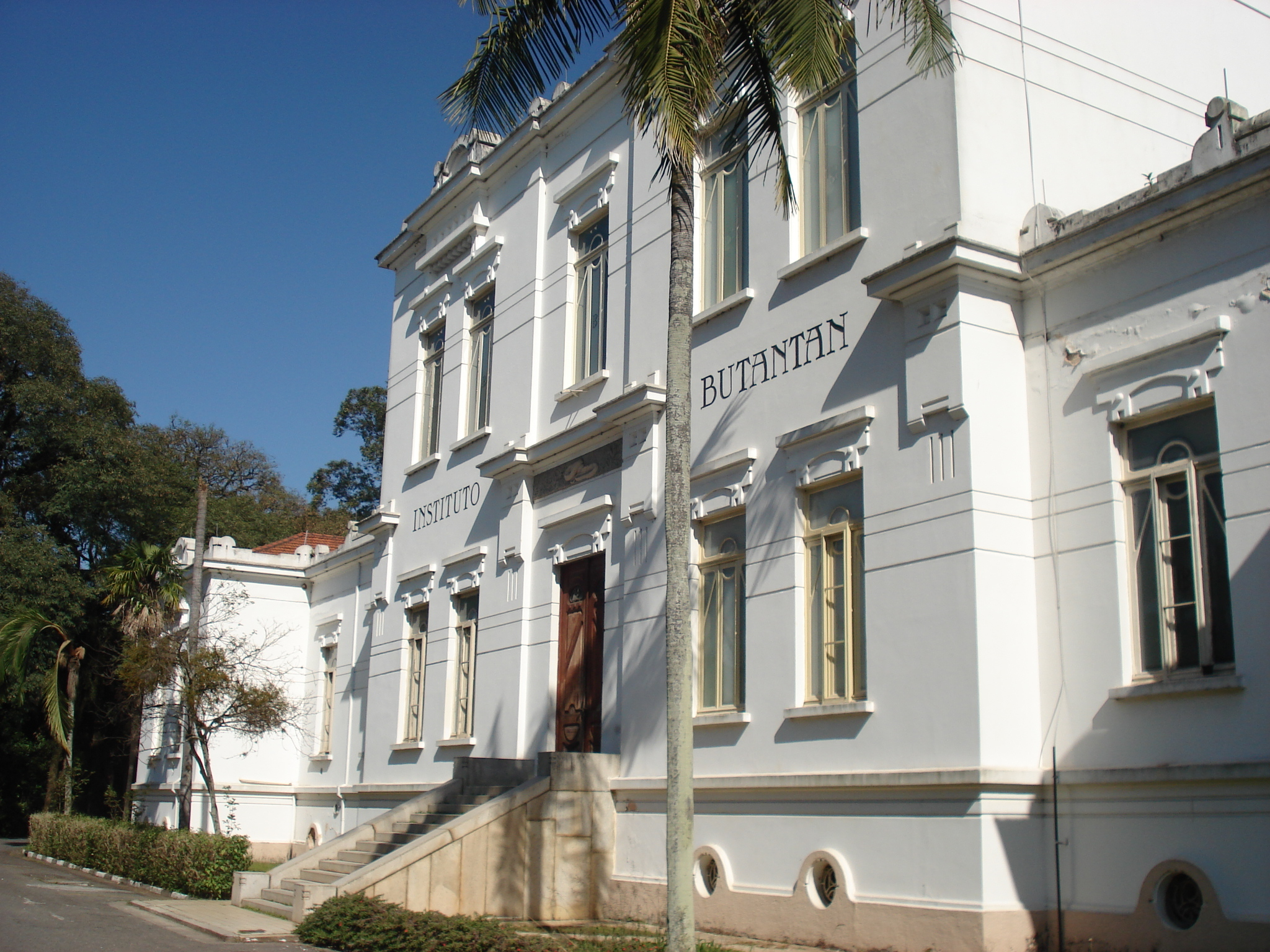
Instytut Butantan

Instytut Butantan – powstały w 1901 r. południowoamerykański ośrodek badawczy z siedzibą w São Paulo, prowadzący badania nad zwierzętami jadowitymi (produkcja szczepionek i surowic przeciw ukąszeniom). Instytut udostępnia do zwiedzania jeden z największych rezerwatów węży świata. 